# Bupleurum isphairamicum
Bupleurum isphairamicum är en flockblommig växtart som beskrevs av Pimenov. Bupleurum isphairamicum ingår i släktet harörter, och familjen flockblommiga växter. Inga underarter finns listade i Catalogue of Life.